# Pankusz
A pankusz (pankuš, pa-an-ku(-uš), jelentése tömeg, sokaság) a tulijasz mellett a Hettita Birodalom végrehajtó szerve volt. A legkorábbi idők harcosainak gyűlései alakultak át pankusszá. A korai időszakban a hettiták egyfajta arisztokratikus köztársaságot alakítottak ki, ahol a király nem volt teljhatalmú úr, hanem – anakronisztikus jelzőkkel – csak első szóló, vagy másképp első az egyenlők között (primus inter pares). Tulajdonképpen a törzsi demokrácia népgyűlésének, vagy a nemzetségfők tanácsának felelt meg. A hettita ó- és középbirodalom idején körülbelül a római császárkori senatushoz hasonlóan működött, abban is ahhoz hasonlít, hogy ez a rendszer fokozatosan épült le a hettita történelem folyamán, de még a hettita újbirodalom korában is léteztek maradványai.
A pankusz a királyság korában már csak kiváltságosok számára állt nyitva, tagjai a király testőrsége, és parancsnoka (GAL.MEŠEDI), a csapatparancsnokok és a tulijasz tagjai voltak.
A hettita óbirodalom egy udvari összeesküvéssel ért véget, és több évtizedes zűrzavaros korhoz vezetett. Ekkor a pankusz több tagja is uralkodóvá lépett elő, majd veszett el egy újabb merényletben. A pankusz számára békeidőben megengedett volt az államvezetés hibáit feltárni, de e kérdésben csak a tulijasz intézkedhetett. A pankusz tagját csak a pankusz ítélhette el, ugyanakkor a pankusz feladata volt a bűnösök elfogása és kiszolgáltatása az igazságszolgáltatásnak.
A pankuszt Telipinusz trónöröklési törvénye egyszerűen a nemesek összessége jelzővel látja el.